# Pyraustinae
De Pyraustinae zijn een onderfamilie van vlinders uit de familie van de grasmotten (Crambidae).

## Geslachtgroepen
- Euclastini Popescu-Gorj & Constantinescu, 1977
- Portentomorphini Amsel, 1956
- Pyraustini Meyrick, 1890

## Overige geslachten
- Acellalis Pagenstecher, 1884
- Aeolosma Meyrick, 1938
- Ancyloptila Meyrick, 1889
- Aplectropus Hampson, 1896
- Aponia Munroe, 1964
- Arunamalaia Rose & Kirti, 1987
- Asphadastis Meyrick, 1934
- Atomoclostis Meyrick, 1934
- Aulacophora Swinhoe, 1895
- Authaeretis Meyrick, 1886
- Auxolophotis Meyrick, 1933
- Betousa Walker, 1865
- Burathema Walker, 1863
- Calamochrous Lederer, 1863
- Catapsephis Hampson, 1899
- Cheloterma Meyrick, 1933
- Coelobathra Turner, 1908
- Decelia Snellen, 1880
- Elosita Snellen, 1899
- Emphylica Turner, 1913
- Endographis Meyrick, 1894
- Endotrichella Collins, 1962
- Enyocera Snellen, 1880
- Epiecia Walker, 1866
- Erinothus Hampson, 1899
- Eumaragma Meyrick, 1933
- Exeristis Meyrick, 1886
- Gnamptorhiza Warren, 1896
- Gyptitia Snellen, 1883
- Hutuna Whalley, 1962
- Hyphercyna Sauber, 1899
- Idiusia Warren, 1896
- Ischnoscopa Meyrick, 1894
- Lampridia Snellen, 1880
- Lepidoplaga Warren, 1895
- Leptosophista Meyrick, 1938
- Lotanga Moore, 1886
- Loxoneptera Hampson, 1896
- Lumenia Joannis, 1929
- Macrospectrodes Warren, 1896
- Metaprotus Hampson, 1899
- Metasiodes Meyrick, 1894
- Mimasarta Ragonot, 1894
- Monocoptopera Hampson, 1899
- Monodonta Kenrick, 1907
- Nacoleiopsis Matsumura, 1925
- Niphostola Hampson, 1896
- Nymphulosis Amsel, 1959
- Oligocentris Hampson, 1896
- Paracentristis Meyrick, 1934
- Patissodes Hampson, 1919
- Platytesis Hampson, 1919
- Prodasycnemis Warren, 1892
- Prodelophanes Meyrick, 1937
- Prototyla Meyrick, 1933
- Ptiladarcha Meyrick, 1933
- Pyralausta Hampson, 1913
- Pyraustimorpha Koçak & Seven, 1995
- Rodaba Moore, 1888
- Saucrobotys Munroe, 1976
- Semniomima Warren, 1892
- Sericoplaga Warren, 1892
- Spinosuncus Chen, Zhang & Li, 2018
- Tetridia Warren, 1890
- Thysanodesma Butler, 1889
- Tipuliforma Kenrick, 1907
- Tirsa J. F. G. Clarke, 1971
- Trigamozeucta Meyrick, 1937
- Triuncidia Munroe, 1976